# سولفید
سولفید (به انگلیسی: Sulfide) یک آنیون غیرآلی از گوگرد است که ترکیب شیمیایی آن {\displaystyle {\ce {S^2-}}} است و یا هر ترکیبی که حاوی یک یا چند یون {\displaystyle {\ce {S^2-}}} باشد.
سولفیدهای آزاد محلول ({\displaystyle {\ce {H2S}}} و {\displaystyle {\ce {HS^-}}} و {\displaystyle {\ce {S^2-}}}) خوردگی بسیار بالایی بر روی بسیاری از فلزات مانند فولاد، فولاد زنگ‌نزن و مس ایجاد می‌کنند. سولفیدهای موجود در محلول آبی مسئول خوردگی تنشی (SCC) فولاد هستند و به عنوان ترک تنشی سولفیدی نیز شناخته می‌شوند. خوردگی یک مشکل عمده در بسیاری از تاسیسات صنعتی فراوری سولفیدها است از جمله کارخانه‌های سنگ معدن سولفید، چاه‌های نفت عمیق، خطوط لوله انتقال روغن ترش و کارخانه‌های کاغذ کرافت.

## خواص شیمیایی
خاصیت بازی این ترکیب به حدی است که در آب‌های به‌شدت قلیایی نیز در غلظت‌های بالا مشاهده نمی‌شود و در پی‌اچ ۱۵ غیرقابل شناسایی است.
این آنیون با فلزات گوناگون واکنش می‌دهد و سولفید فلزی می‌سازد. همچنین ترکیبات بسیاری از کانی‌ها دارای سولفید است.